# Coupe Charles Drago 1964
Navigation
Édition précédente Édition suivante
La douzième édition de la Coupe Charles Drago est organisée durant la deuxième partie de la saison 1963-1964 par la Ligue nationale de football pour les clubs professionnels français, et se déroule sur une période de février à juin. La compétition oppose les clubs éliminés de la Coupe de France de football avant les demi-finales.

## Clubs participants
| Division 1 - Angers SCO - RC Lens - AS Monaco - OGC Nice - Nîmes Olympique - Stade de Reims - Stade rennais UC - FC Rouen - AS Saint-Étienne - UA Sedan-Torcy - Stade français - RC Strasbourg - Toulouse FC | Division 2 - AS Aix-en-Provence - RCFC Besançon - AS Béziers - US Boulogne - AS Cannes - AS Cherbourg - US Forbach - FC Grenoble - Le Havre AC - Lille OSC - Limoges FC - Olympique de Marseille - FC Metz - SO Montpellier - FC Nancy - Red Star Olympique - FC Sochaux-Montbéliard - SC Toulon |

## Premier tour
Les matchs se déroulent sur le terrain du premier club cité. En cas de match nul, les deux équipes sont départagées au nombre de coups de pied de coin obtenus, puis par tirage au sort à la pièce jetée.
Les clubs participants ont été éliminés en trente-deuxièmes de finale de la Coupe de France, à l'exception du Limoges FC et du SO Montpellier, éliminés au tour précédent.
Matchs disputés le 9 février 1964.
| Equipe 1             | Score      | Equipe 2                    | Notes |
| US Boulogne (D2)     | 4 - 1      | Stade français (D1)         |       |
| Le Havre AC (D2)     | 6 - 2 a.p. | Stade rennais UC (D1)       |       |
| Nîmes Olympique (D2) | 3 - 1      | SO Montpellier (D2)         |       |
| Limoges FC (D2)      | 0 - 5      | Toulouse FC (D1)            |       |
| RCFC Besançon (D2)   | 1 - 2      | FC Grenoble (D2)            |       |
| AS Cannes (D2)       | 7 - 3      | Olympique de Marseille (D2) |       |

## Deuxième tour
Les matchs se déroulent sur le terrain du premier club cité. En cas de match nul, les deux équipes sont départagées au nombre de coups de pied de coin obtenus, puis par tirage au sort à la pièce jetée.
Aux six clubs qualifiés à la suite du premier tour se joignent les clubs professionnels éliminés en seizièmes de finale de la Coupe de France : Aix-en-Provence, Angers, Béziers, Forbach, Lille, Metz, Monaco, Saint-Étienne et Sedan.
Le nombre de clubs engagés étant impair, un club est exempté. Il s'agit du Lille OSC.
Matchs disputés le 1er mars 1964.
| Equipe 1                | Score       | Equipe 2              | Notes |
| AS Aix-en-Provence (D2) | 1 - 3       | Toulouse FC (D1)      |       |
| FC Grenoble (D2)        | 0 - 2       | AS Monaco (D1)        |       |
| AS Cannes (D2)          | 0 - 2       | AS Saint-Étienne (D1) |       |
| Le Havre AC (D2)        | 2 - 2 a.p.¹ | UA Sedan-Torcy (D1)   |       |
| US Boulogne (D2)        | 1 - 2       | Angers SCO (D1)       |       |
| US Forbach (D2)         | 2 - 1       | FC Metz (D2)          |       |
| AS Béziers (D2)         | 2 - 1 a.p.  | Nîmes Olympique (D1)  |       |

- 1 10 - 9 pour Le Havre AC au nombre de coups de pied de coin obtenus

## Troisième tour
Les matchs se déroulent sur le terrain du premier club cité, sauf note contraire. En cas de match nul, les deux équipes sont départagées au nombre de coups de pied de coin obtenus, puis par tirage au sort à la pièce jetée.
Aux huit clubs qualifiés à la suite du deuxième tour se joignent les clubs professionnels éliminés en huitièmes de finale de la Coupe de France : Cherbourg, Nancy, Reims, Sochaux, Strasbourg et Toulon.
Le nombre de clubs engagés étant trop faible pour disputer un quatrième tour comprenant huit équipes, deux clubs sont exemptés. Il s'agit du Lille OSC et du FC Sochaux-Montbéliard.
Matchs disputés le 22 mars 1964.
| Equipe 1            | Score      | Equipe 2              | Notes               |
| Toulouse FC (D1)    | 2 - 1      | AS Monaco (D1)        |                     |
| AS Béziers (D2)     | 0 - 1      | SC Toulon (D2)        |                     |
| US Forbach (D2)     | 1 - 0      | AS Saint-Étienne (D1) |                     |
| RC Strasbourg (D1)  | 2 - 1      | FC Nancy (D2)         | Disputé à Saint-Dié |
| Stade de Reims (D1) | 5 - 3 a.p. | AS Cherbourg (D2)     |                     |
| Le Havre AC (D2)    | 0 - 2      | Angers SCO (D1)       |                     |

## Quatrième tour
Les matchs se déroulent sur le terrain du premier club cité. En cas de match nul, les deux équipes sont départagées au nombre de coups de pied de coin obtenus, puis par tirage au sort à la pièce jetée.
Les huit clubs qualifiés à la suite du troisième tour s'affrontent entre eux.
Matchs disputés le 8 avril 1964.
| Equipe 1                    | Score       | Equipe 2           | Notes |
| Stade de Reims (D1)         | 1 - 1 a.p.¹ | Toulouse FC (D1)   |       |
| US Forbach (D2)             | 2 - 0       | Angers SCO (D1)    |       |
| SC Toulon (D2)              | 1 - 2       | RC Strasbourg (D1) |       |
| FC Sochaux-Montbéliard (D2) | 5 - 2       | Lille OSC (D2)     |       |

- 1 Le Stade de Reims est qualifié pour la suite de la compétition

## Quarts de finale
Les matchs se déroulent sur le terrain du premier club cité. En cas de match nul, les deux équipes sont départagées au nombre de coups de pied de coin obtenus, puis par tirage au sort à la pièce jetée.
Aux quatre clubs qualifiés à la suite du quatrième tour se joignent les clubs professionnels éliminés en quarts de finale de la Coupe de France : Lens, Nice, le Red Star et Rouen.
Matchs disputés le 19 avril 1964, sauf note contraire.
| Equipe 1                    | Score   | Equipe 2                | Notes               |
| FC Sochaux-Montbéliard (D2) | 3 - 1   | RC Strasbourg (D1)      | Disputé le 18 avril |
| RC Lens (D1)                | 3 - 0   | Red Star Olympique (D2) |                     |
| US Forbach (D2)             | 2 - 2 ¹ | FC Rouen (D1)           |                     |
| OGC Nice (D1)               | 0 - 2   | Stade de Reims (D1)     | Disputé le 25 avril |

- 1 12 - 3 pour l'US Forbach au nombre de coups de pied de coin obtenus. Le FC Rouen a refusé de jouer la prolongation.

## Demi-finales
Les matchs se déroulent sur le terrain du premier club cité. En cas de match nul, les deux équipes sont départagées au nombre de coups de pied de coin obtenus, puis par tirage au sort à la pièce jetée.
Matchs disputés les 7 et 10 mai 1964.
| Equipe 1                    | Score | Equipe 2            | Notes             |
| US Forbach (D2)             | 2 - 1 | RC Lens (D1)        | Disputé le 7 mai  |
| FC Sochaux-Montbéliard (D2) | 4 - 3 | Stade de Reims (D1) | Disputé le 10 mai |

## Finale
Pour la troisième année consécutive, un club de deuxième division remporte la Coupe Drago. Une nouvelle fois (la troisième), c'est le FC Sochaux-Montbéliard qui s'impose, comme en 1953 et en 1963. En revanche, c'est la première fois que la finale oppose deux équipes de deuxième division, chacune d'entre elles ayant éliminé un club de première division en demi-finale. Face au tenant du titre, c'est l'inattendue US Forbach qui se hisse jusqu'en finale, alors que l'équipe se traîne dans les profondeurs de la deuxième division.
Face à des Sochaliens qui remonteront en première division à l'issue de la saison, l'US Forbach ne pèse pas lourd lors de cette finale, disputée qui plus est au Stade Auguste-Bonal. Deux buts par mi-temps, dont un coup du chapeau de Ginès Liron, et le FC Sochaux s'impose par 4 buts à 0. Parmi l'équipe victorieuse, seuls trois joueurs n'avaient pas disputé la finale de l'année précédente : Bosquier, Andrieux et Leclerc.
| Clubs                  | FC Sochaux-Montbéliard - US Forbach |
| Score                  | 4-0 (2-0) |
| Date                   | 13 juin 1964 |
| Stade                  | Stade Auguste-Bonal, Montbéliard 3 583 spectateurs |
| Arbitre                | M. André Petit |
| But                    | Schmit (3e) et Liron (17e, 53e et 66e) pour Sochaux |
| FC Sochaux-Montbéliard | Claude Hugues, Bernard Bosquier, Jean Molla, Jacques Andrieux, Dobrosav Krstić, Claude Quittet, Louis Leclerc, Serge Bourdoncle, Ginès Liron, Gérard Leroy, Ady Schmit. Entraîneur : Roger Hug              |
| US Forbach             | Marc Bachortz, Raymond Urbaniak, Guillaume Bieganski, Norbert Wilker, Henri Kowal, Jean Koch, Raymond Houselstein, Jean Olexa, François Konrady, Jean-Claude Sinnes, Henri Gricar. Entraîneur : Louis Dupal |